# Trillium undulatum
Trillium undulatum là một loài thực vật có hoa trong họ Melanthiaceae. Loài này được Willd. miêu tả khoa học đầu tiên năm 1801.